# Louise-Otto-Peters-Preis

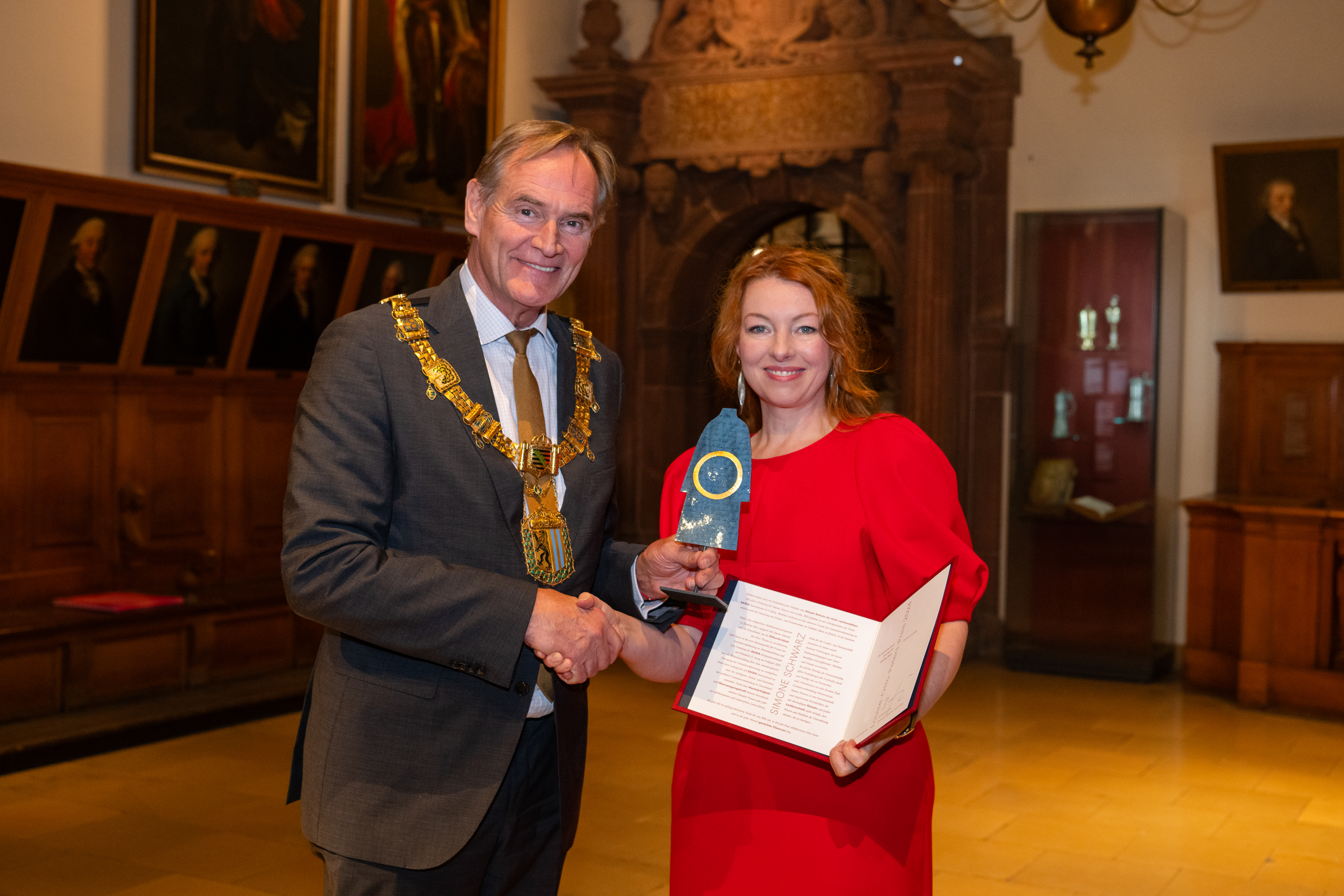
Oberbürgermeister Burkhard Jung verleiht Simone Schwarz den Louise-Otto-Peters-Preis 2024 der Stadt Leipzig

Der Louise-Otto-Peters-Preis ist ein Preis der Stadt Leipzig, der seit 2015 jährlich an Personen und Organisationen vergeben wird, die sich für die Förderung der Gleichstellung von Frauen und Männern in besonderem Maße engagieren. Der Preis wurde nach der sozialkritischen Schriftstellerin und Frauenrechtlerin Louise Otto-Peters benannt.

## Vergabe
Der Preis dient der besonderen Würdigung von Organisationen und Einzelpersonen, die sich in besonderem Maße für die Gleichstellung von Frauen und Männern engagieren. Die Vergabe erfolgt jährlich, immer im Wechsel an Einzelpersonen und Organisation, und findet im Oktober des jeweiligen Jahres statt. Damit wird an die Gründung des Allgemeinen Deutschen Frauenvereins erinnert. Louise Otto-Peters war dessen Mitbegründerin.
Der Preis ist mit 5000 Euro dotiert. Der Preis wird öffentlich ausgeschrieben und Vorschläge für potentielle Preisträgerinnen können der Stadt Leipzig elektronisch eingereicht werden. Aus der Menge an Bewerbungen wählt eine Jury aus, die sich aus den Stadträtinnen und Stadträten der Stadt Leipzig, den Mitgliedern des Beirates für Gleichstellung, der Gleichstellungsbeauftragten der Stadt Leipzig und der Leiterin des Referats Protokoll zusammensetzt.
Der Preis wurde erstmals 2015 an das Gleichstellungsbüro der medizinischen Fakultät der Universitätsklinik Leipzig vergeben. 2016 folgte die langjährige Frauenrechtsaktivistin Heide Steer als erste Person. Die Verleihung fand bis 2021 im Plenarsaal des Neuen Rathauses statt. Seit 2022 findet die Verleihung im historischen Festsaal des Alten Rathauses statt. 

## Preisträger
- 2015: Gleichstellungsbüro der Medizinischen Fakultät der Universitätsklinik Leipzig (überreicht an Katarina Stengler)
- 2016: Heide Steer (Frauenrechtsaktivistin)[2]
- 2017: Pinkstinks Germany (Frauenrechte-Organisation, überreicht an Nils Pickert)[3]
- 2018: Sookee (Rapperin)[4]
- 2019: Soziokulturelles Zentrum Frauenkultur Leipzig[5]
- 2020: Susanne Köhler, langjährige Vorstandsvorsitzende des Landesfrauenrates Sachsen[6]
- 2021: Leipziger Initiativgruppe "Der in der DDR geschiedenen Frauen e.V."
- 2022: Florence Hervé, promovierte Germanistin, Journalistin und Feministin
- 2023: Medica mondiale, feministische Frauenrechts- und Hilfsorganisation
- 2024: Simone Schwarz, Gründerin der Mädchenschutzorganisation SAIDA International[7]